# Patrik Kořenář
Patrik Kořenář je český publicista, youtuber a influencer, který se od roku 2017 věnuje vědecké popularizaci a studiu konspiračních teorií. Formou videí a přednášek se snaží šířit kritické myšlení a zlepšovat tak mediální gramotnost.

## Aktivity
Dříve pracoval jako redaktor v časopise Epocha, kde se zaměřoval na odborné články týkající se převážně témat z oblasti technologie, vesmíru a historie.
Od roku 2017 tvoří na svém YouTube kanálu pořad Fakta vítězí, ve kterém do hloubky rozebírá široké spektrum námětů od konspiračních teorií, až po aktuální dění. Na stejném kanále také publikuje sérii videí nazvanou  Dost hoaxů. V pořadu Dost hoaxů se věnuje aktuálně šířeným hoaxům a jejich vyvracení.
Ve stejném roce se také začal podílet na pořadu Proč to řešíme?, ve kterém na kanále Zvědátoři s Martinem Rotou diskutoval nad zajímavostmi ze světa vědy a internetové kultury. Kanál „Zvědátoři“ obsadil roku 2018 sedmé místo v anketě Křišťálová lupa, v kategorii online video. Pořad Proč to řešíme k 29. září 2023 skončil, videa jsou však na YouTube i nadále dostupná.
Spolu s Martinem Rotou účinkuje v pořadu České televize „Kritika budoucnosti“. V něm mluví s odborníky z různých oborů o technologiích a jejich možném budoucím využití.
Po skončení kanálu „Zvědátoři“ založil kanál „Spiknutí“, na kterém se věnuje rozšiřování veřejného povědomí o konspiračních teoriích a dezinformacích.

### Spor sKateřinou Konečnou
Patrik Kořenář vydal dne 3. dubna 2025 video, podle kterého se měla Kateřina Konečná spolu s dalšími českými politiky (např. Filipem Turkem či Václavem Klausem st.) stýkat se zástupci íránského režimu, přičemž na těchto schůzkách se zmínění politici měli dle Kořenářových zdrojů domlouvat na dalším postupu ohledně skutečností, které jsou v zájmu Íránu a Ruska (např. nákup obilí z Íránu či vystoupení Česka z NATO a EU). Kořenář zde též odkazuje na petici, jež požaduje odhalení zpravodajských informací ohledně této kauzy. Konečná v reakci na toto video zaslala Kořenářovi prostřednictvím svého advokáta Zaripova žádost, aby video stáhl a omluvil se. Dle Kořenáře však není pro takové kroky důvod.